# Bagpat
Bagpat es una ciudad y municipio situado en el distrito de Bagpat en el estado de Uttar Pradesh (India). Su población es de 50310 habitantes (2011). Es el centro administrativo del distrito.

## Demografía
Según el  censo de 2011 la población de Bagpat era de 50310 habitantes, de los cuales 26435 eran hombres y 23875 eran mujeres. Bagpat tiene una tasa media de alfabetización del 50,7%, inferior a la media nacional del 59,5%: la alfabetización masculina es del 56,9%, y la alfabetización femenina del 43,8%.